# 2781 Клечек
2781 Клечек (енгл. 2781 Kleczek) је астероид главног астероидног појаса чија средња удаљеност од Сунца износи 3,147 астрономских јединица (АЈ).
Апсолутна магнитуда астероида је 11,7.